# Eurymerodesmus hamatilis
Eurymerodesmus hamatilis är en mångfotingart som beskrevs av Loomis 1969. Eurymerodesmus hamatilis ingår i släktet Eurymerodesmus och familjen Eurymerodesmidae. Inga underarter finns listade i Catalogue of Life.